# Мегринске планине
Мегринска планина (јерм. Մեղրիի լեռնաշղթա) представља 46 км дуг планински ланац, продужетак Зангезурских планина на југоистоку Сјуника. Протеже се од превоја Ајчонгал (3.699 м) преко којег је и повезан са Зангезуром, дуж западних обала Вохчија, па све до Аракса. Највиши врх је Багасцар на 3.256 метара надморске висине. Северни делови се налазе у Шихакогском парку природе. Подручје је у појасу суптропске климе са јаким ветровима током зимског дела године.
Од највишег врха, 20 км ка североистоку налази се врх Хуступ висине 3.214 метара познат по бројним рудницима бакра из бронзаног доба. Масив је јасно видљив из града Капана одакле личи на огромну стену која се издиже из шумског појаса. 
У његовој основи леже гранити и гранодиорити.
Подножја и долине на северним обронцима, на висинама 1.200—1.800 метара су под шумама храста и граба, док су на највишим врховима планинске ливаде и ређе камените голети. Мегринске планине заустављају доток топлих ваздушних маса са југа, а Зангезур продор влажнијег ваздуха са каспија, Због чега је клима у унутрашњости Јерменије умерена и сува.